# غلامرضا کرمی
غلامرضا کرمی (زادهٔ ۱۳۳۶ کرمان) سرتیپ‌دوم سپاه پاسداران انقلاب اسلامی است، که در ادوار هفتم و هشتم مجلس شورای اسلامی به‌عنوان نماینده کرمان در مجلس حضور داشت.
وی فعالیت نظامی را در خلال جنگ ایران و عراق در سپاه کرمان آغاز کرد. کرمی در فاصله سال‌های ۱۳۶۶ تا ۱۳۷۵ جانشین فرمانده لشکر ۴۱ ثارالله بود و از ۱۳۷۵ تا ۱۳۸۲ به‌عنوان فرمانده سپاه پاسداران استان کرمان فعالیت می‌کرد.

## مجلس شورای اسلامی
کرمی نمایندهٔ حوزهٔ انتخابیهٔ کرمان و راور در دورهٔ هفتم مجلس شورای اسلامی بوده‌است. وی پیش‌تر در دورهٔ هشتم نیز عضو این مجلس بود.